# Горшков, Лев Григорьевич
Лев Григорьевич Горшков (1936) — советский футболист, нападающий.
Воспитанник СК «Локомотив» Люблино. В 1958 году дебютировал в классе «Б» в составе красноярского «Локомотива», в Кубке СССР в семи матчах забил шесть голов, дошёл с командой до четвертьфинала. В октябре перешёл в команду класса «А» «Локомотив» Москва, за который в том сезоне провёл один матч — 19 октября в домашней игре последнего тура против «Молдовы» (8:1) забил два гола в начале второго тайма. В 1959—1960 годах сыграл 17 матчей, забил два гола; в турнире дублёров — 29 матчей, 7 голов. В 1961—1962 годах играл за кишинёвскую «Молдову» — 62 игры, 16 голов. В 1963 году вернулся в московский «Локомотив», с которым в том же сезоне вылетел во вторую группу класса «А». Вернувшись через год в первую группу, в 26 играх забил 13 мячей. По ходу сезона 1966 года перешёл в команду второй группы класса «А» «Волга» Калинин. 1968 год начал в «Зените» Ижевск, затем перешёл в команду класса «Б» «Торпедо» Подольск. Завершил карьеру в «Шахтёре» Киселёвск в 1970 году в классе «Б».